# IC 1242
IC 1242 — галактика типу Sb (компактна витягнута галактика) у сузір'ї Змієносець.
Цей об'єкт міститься в оригінальній редакції індексного каталогу.